# Salman al-Faraj
Salman Mohammed al-Faraj (-11-14arabisch سلمان محمد الفرج, DMG Salmān Muḥammad al-Faraǧ; * 1. August 1989 in Medina) ist ein saudi-arabischer Fußballnationalspieler Er wird im Mittelfeld eingesetzt.

## Karriere

### Klub
Seit der Jugend im Jahr 2004 bis heute, spielt er bei al-Hilal in Saudi-Arabien. In dieser Zeit sammelte er einiges an Erfolgen. Der erste war dann der Gewinn der Meisterschaft in der Saison 2009/10 sowie in der darauf folgenden Saison auch. Der erste Gewinn eines Pokals war dann der Saudi Crown Prince Cup in der Saison 2011/12. Dieser Gewinn konnte, dann in der nächsten Saison auch wiederholt werden. In der Champions League wiederum ging es für ihn 2014 bis ins Finale. Durch die 1:0-Niederlage im Hinspiel gegen die Western Sydney Wanderers, genügte das 0:0-Rückspiel am Ende nur für den zweiten Platz. Im Jahr 2015 konnte er mit seiner Mannschaft dann das erste Mal in seiner Karriere den Super Cup als auch den King Cup gewinnen. In beiden Fällen gewann seine Mannschaft gegen den al-Nasr FC.
Im nächsten Jahr gelang dann wieder einmal der Gewinn des Crown-Prince-Cup und im darauf folgenden Jahr wurde sein Klub nach längerer Zeit wieder einmal Meister der Liga. Ebenso ging es wieder bis ins Finale der Champions League. Dort scheiterte die Mannschaft aber erneut. Dieses Mal ging das Rückspiel gegen die Urawa Red Diamonds nach einem 1:1-Unentschieden im Hinspiel 1:0 verloren. Im darauf folgenden Jahr konnte dann erneut die Meisterschaft, wie auch der Super Cup gewonnen werden. Gekrönt wurde das ganze schließlich im dritten Anlauf mit dem ersten Sieg der Champions League. Im Finale stand er mit seinem Klub erneut den Red Diamonds gegenüber. In diesem Finale im Vergleich zum letzten Mal sogar als Kapitän. Im Hin- als auch im Rückspiel konnte so schließlich ein Sieg gefeiert werden, was am Ende den Gewinn des Pokals bedeutete.

## Nationalmannschaft
Seinen ersten Einsatz in der A-Nationalmannschaft bekam er am 14. Oktober 2012 in einem Freundschaftsspiel in al-Hasa gegen den die Republik Kongo; das Spiel wurde 3:2 gewonnen. Sein erstes Tor schoss er dann in der Qualifikation zur Weltmeisterschaft 2018 am 3. September 2015 gegen Osttimor in Dschidda; das Spiel wurde 7:0 gewonnen.
Im Mai 2018 wurde er dann in den vorläufigen Kader für die Weltmeisterschaft in Russland berufen, am 4. Juni war er auch im endgültigen Kader dabei. Dann am 25. Juni schoss er sein erstes Tor bei einer Weltmeisterschaft. Dieses resultierte aus einem Elfmeter in der Nachspielzeit der ersten Halbzeit im letzten Gruppenspiel gegen Ägypten.

## Erfolge
Saudi Professional League
- Meister 2010, 2011, 2017, 2018

King Cup
- Sieger 2015

Saudi Crown Prince Cup
- Sieger 2012, 2013, 2016

Saudi Super Cup
- Sieger 2015, 2018

AFC Champions League
- Sieger 2019
- Zweiter 2014, 2017